# Conjunt tancat
En topologia i altres branques de la matemàtica, un conjunt tancat és un conjunt el complementari del qual és un obert.

## Definició d'un conjunt tancat
Donat un espai topològic {\displaystyle (X,\tau )}, un conjunt {\displaystyle C\subseteq X} és tancat si el seu complementari {\displaystyle X\setminus C} (també simbolitzat per Cc) és un conjunt obert de la topologia {\displaystyle \tau }.
Això es pot expressar d'altres formes equivalents. com ara:
- Un conjunt és tancat sii coincideix amb la seva adherència.
- Un conjunt és tancat sii conté tots els seus punts frontera.
- Un conjunt és tancat sii conté tots els seus punts d'acumulació.

## Propietats dels conjunts tancats
- La intersecció d'un nombre arbitrari de conjunts tancats és tancat.
- La unió d'un nombre finit de conjunts tancats és tancat.
- El conjunt buit i el conjunt total són tancats.

La propietat de la intersecció permet definir l'adherència d'un conjunt A dins un espai X, denotada per {\displaystyle {\bar {A}}}, com el subconjunt tancat de X més petit i que conté A: aquest conjunt és la intersecció de tots els conjunts tancats que inclouen A.
Altres propietats d'interès són:
- Tot subconjunt tancat d'un conjunt compacte és també compacte.
- La frontera de qualsevol conjunt és tancada.
- L'antiimatge d'un conjunt tancat per una aplicació contínua entre dos espais topològics és tancada.

## Exemples de conjunts tancats
- Qualsevol subconjunt finit de punts de la recta real amb la topologia euclidiana.
- L'interval tancat [a,b] dels nombres reals amb la topologia euclidiana és tancat: el seu complementari {\displaystyle (-\infty ,a)\cap (b,+\infty )} és obert.
- El conjunt [0,1] ∩ Q dels nombres racionals entre 0 i 1 (ambdós inclosos) és tancat en l'espai dels nombres racionals amb la topologia euclidiana. En canvi, [0,1] ∩ Q no és tancat en els reals amb la topologia euclidiana.
- Tot conjunt és tancat en un espai amb la topologia discreta.
- L'el·lipse de regió {\displaystyle {\frac {x^{2}}{9}}+{\frac {y^{2}}{16}}\leq 1} és un conjunt tancat amb la topologia habitual del pla.